# إيمي كولر
إيمي كولر (بالسويدية: Emmy Köhler)‏ هي كاتبة ترانيم ومُدرسة وكاتِبة سويدية، ولدت في 22 مايو 1858 في Fresta ‏ في السويد، وتوفي بنفس المكان في 2 فبراير 1925.

## وصلات خارجية
- إيمي كولر على موقع ميوزك برينز (الإنجليزية)
- إيمي كولر على موقع أول ميوزيك (الإنجليزية)
- إيمي كولر على موقع ديسكوغز (الإنجليزية)